# Bahnstrecke Hillesheim–Gerolstein
| |                      |                             |                             |
| Streckennummer (DB): | 3004                 |                             |                             |
| Kursbuchstrecke: | 248f (1944, 1946)    |                             |                             |
| Streckenlänge: | 12 km                |                             |                             |
| Spurweite: | 1435 mm (Normalspur) |                             |                             |
| |                      |                             |                             |
| \| \| \| von (Remagen–) Dümpelfeld \| \| \| \| \| Hillesheim (Eifel) \| 459 m \| \| \| \| nach Lissendorf \| \| \| \| \| Viadukt Hillesheim \| \| \| \| \| Dohm (Kr Daun) \| \| \| \| \| Eifelquerbahn von Andernach \| \| \| \| \| Kyll und B 410 \| \| \| \| \| Eifelstrecke von Köln Hbf \| \| \| \| \| Pelm \| \| \| \| \| Gerolstein \| 361 m \| \| \| \| Eifelstrecke nach Ehrang \| \| \| \| \| Westeifelbahn nach St Vith \| \| |                      |                             |                             |
| |                      | von (Remagen–) Dümpelfeld   |                             |
| Bahnhof (Strecke außer Betrieb) |                      | Hillesheim (Eifel)          | 459 m                       |
| Abzweig geradeaus und nach rechts (Strecke außer Betrieb) |                      | nach Lissendorf             | nach Lissendorf             |
| |                      | Viadukt Hillesheim          |                             |
| Haltepunkt / Haltestelle (Strecke außer Betrieb) |                      | Dohm (Kr Daun)              | Dohm (Kr Daun)              |
| Strecke von links |                      | Eifelquerbahn von Andernach | Eifelquerbahn von Andernach |
| Strecke von rechts |                      | Kyll und B 410              | Kyll und B 410              |
| Strecke |                      | Eifelstrecke von Köln Hbf   | Eifelstrecke von Köln Hbf   |
| Strecke · Bahnhof |                      | Pelm                        | Pelm                        |
| Bahnhof · Bahnhof · Kopfbahnhof Streckenende |                      | Gerolstein                  | 361 m                       |
| |                      | Eifelstrecke nach Ehrang    |                             |
| |                      | Westeifelbahn nach St Vith  |                             |

Die Bahnstrecke Hillesheim–Gerolstein war eine durchgehend zweigleisige, nicht elektrifizierte Bahnstrecke in Rheinland-Pfalz. Gebaut wurde die 12 km lange Strecke hauptsächlich aus strategischen Gründen, daher wurde sie nach schweren Zerstörungen im Zweiten Weltkrieg nicht wieder aufgebaut.

## Geschichte

Bauzug im Bahnhof Hillesheim

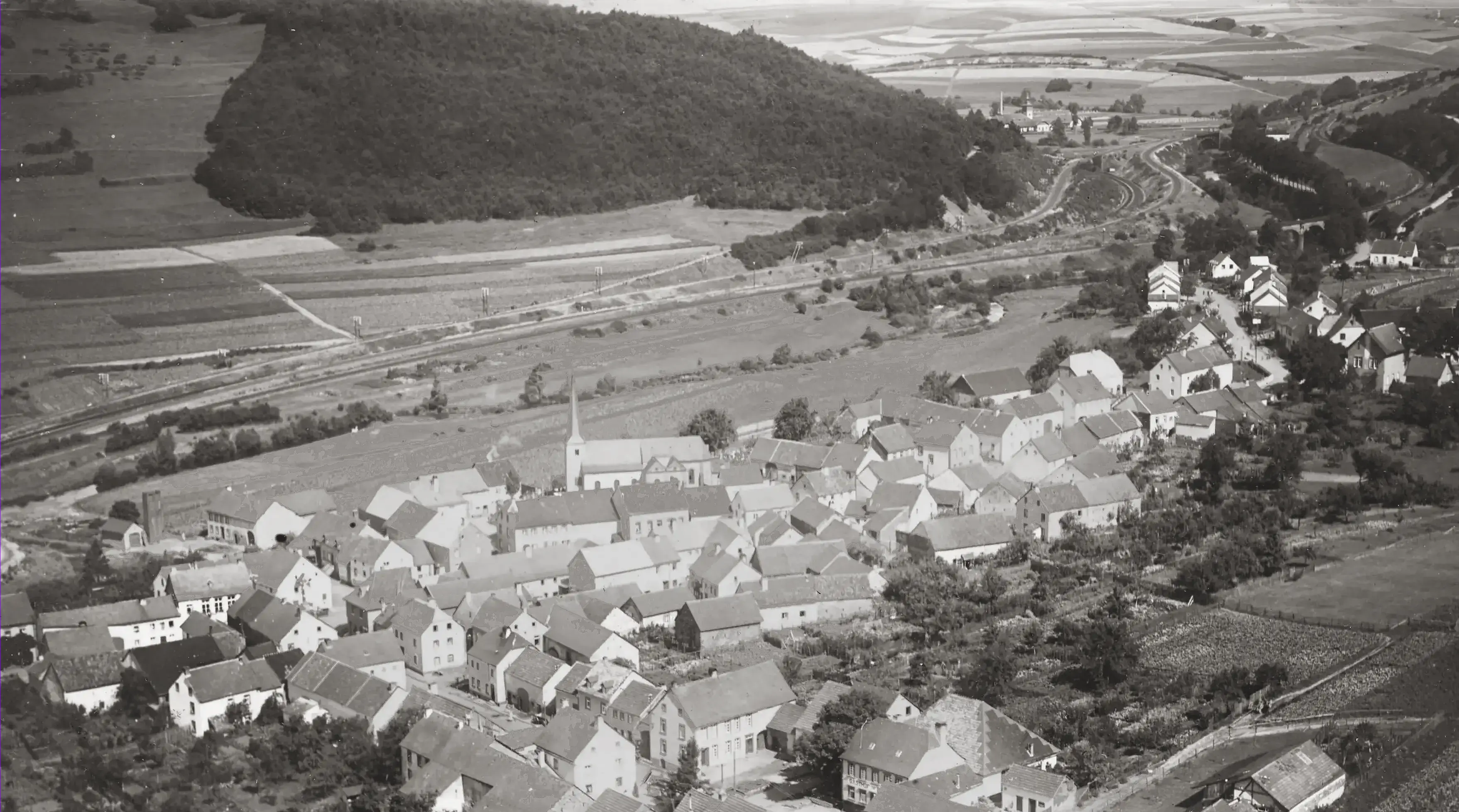
Fünfgleisig bei Pelm

Die Bahnstrecke wurde um 1900 als Ergänzung zu den strategischen Bahnen Dümpelfeld–Lissendorf und Jünkerath–Weywertz geplant. Die eigentlichen Bauarbeiten begannen im April 1909. Feierlich eröffnet wurde die Strecke am 30. Juni 1912 zusammen mit den beiden anderen Bahnstrecken. Die Baukosten in Höhe von 7,2 Millionen Mark wurden zu 80 % vom Reich bezahlt, die restlichen 20 % von Preußen getragen. Die Strecke führte von Hillesheim (an der Bahnstrecke Dümpelfeld–Lissendorf) nach Gerolstein, während sie die ersten rund 9 km eine komplett eigene Trasse hatte (davon circa 3 km in wenigen hundert Meter Entfernung zur Eifelstrecke), lagen die restlichen circa 3 km bis Gerolstein parallel der Eifelquerbahn. Vor dem aufgelassenen Bahnhof Pelm mündete noch die zweigleisige Eifelstrecke ein, somit führten fünf parallel verlaufende Gleise bis Gerolstein.
Am 1. Juli 1912 wurde der eigentliche Betrieb aufgenommen, fortan verkehrten täglich zwei Zugpaare auf der Strecke. Da die Strecke hauptsächlich nach militärischen Gesichtspunkten geplant wurde, blieb der Verkehr außer während der beiden Weltkriege stets bescheiden. Ab dem 10. Januar 1921 wurde der Personenverkehr komplett eingestellt, zum Fahrplanwechsel am 1. Juni 1921 wieder aufgenommen, zum 26. Oktober 1921 „bis auf weiteres“ erneut eingestellt und vom 1. Juni 1922 wieder aufgenommen.
In der zweiten Hälfte der 1930er Jahre stieg der Verkehr wieder an, da zahlreiche Materialtransporte für den Bau des Westwalls über die Strecke geführt wurden. Im März 1945 wurden große Teile der Strecke von der Wehrmacht zerstört, und das bereits durch alliierte Luftangriffe beschädigte Viadukt Hillesheim gesprengt. Die Strecke wurde nach Kriegsende nicht wieder aufgebaut.